# Benjamin Pavard
Benjamin Pavard (ur. 28 marca 1996 w Maubeuge) – francuski piłkarz, występujący na pozycji obrońcy we włoskim klubie Inter Mediolan oraz w reprezentacji Francji. Złoty medalista Mistrzostw Świata 2018 i Ligi Narodów UEFA 2020/2021, srebrny medalista Mistrzostw Świata w Katarze 2022.

## Kariera klubowa
Treningi piłkarskie rozpoczął w 2002 w US Jeumont, z którego w 2005 trafił do Lille OSC. W składzie pierwszej drużyny tego klubu znalazł się po raz pierwszy 14 stycznia 2015 w wygranym 2:0 meczu Pucharu Ligi z FC Nantes, jednakże ostatecznie w tym spotkaniu nie zagrał. Zadebiutował w tym zespole 31 stycznia 2015 w zremisowanym 1:1 meczu z tym samym rywalem. W kwietniu 2015 podpisał pierwszy zawodowy kontrakt z tym klubem, obowiązujący od 1 lipca tegoż roku. W sierpniu 2016 podpisał czteroletni kontrakt z VfB Stuttgart. Zadebiutował w tym klubie 3 października 2016 w wygranym 4:0 meczu z Greuther Fürth, w którym strzelił gola. W sezonie 2016/2017 awansował z tym klubem do Bundesligi. W styczniu 2019 podpisał pięcioletni kontrakt z Bayernem Monachium obowiązujący od 1 lipca 2019.
30 sierpnia 2023 został zawodnikiem Interu Mediolan, z którym podpisał pięcioletni kontrakt. We włoskim klubie zadebiutował 24 września w wygranym 1:0 meczu z Empoli.

## Kariera reprezentacyjna
Młodzieżowy reprezentant Francji w kadrach U-19 i U-21. W dorosłej reprezentacji zadebiutował 10 listopada 2017 w wygranym 2:0 meczu z Walią. W maju 2018 znalazł się w gronie 23 zawodników powołanych na mistrzostwa świata. Na tej imprezie osiągnął wraz ze swoją drużyną tytuł mistrzowski. 16 czerwca Pavard zadebiutował w Pucharze Świata w zwycięskim meczu z Australią (2:1). Strzelił też gola w meczu z Argentyną (4:3), który uznano za trafienie turnieju i nominowano do bramki roku. Był to jego pierwszy gol w reprezentacji.

## Sukcesy

### Bayern Monachium
- Mistrzostwo Niemiec: 2019/2020, 2020/2021, 2021/2022
- Puchar Niemiec: 2019/2020
- Superpuchar Niemiec: 2020, 2022
- Liga Mistrzów UEFA: 2019/2020
- Superpuchar Europy UEFA: 2020
- Klubowe mistrzostwo świata: 2020

### Inter Mediolan
- Superpuchar Włoch: 2023

### Francja
Mistrzostwa świata
- Mistrzostwo: 2018
- Wicemistrzostwo: 2022

Liga Narodów UEFA
- Mistrzostwo: 2020/2021

## Odznaczenia
- Chevalier Legii Honorowej – nadanie 2018[19], wręczenie 2019[20][21]